# 하만 흑백카메라

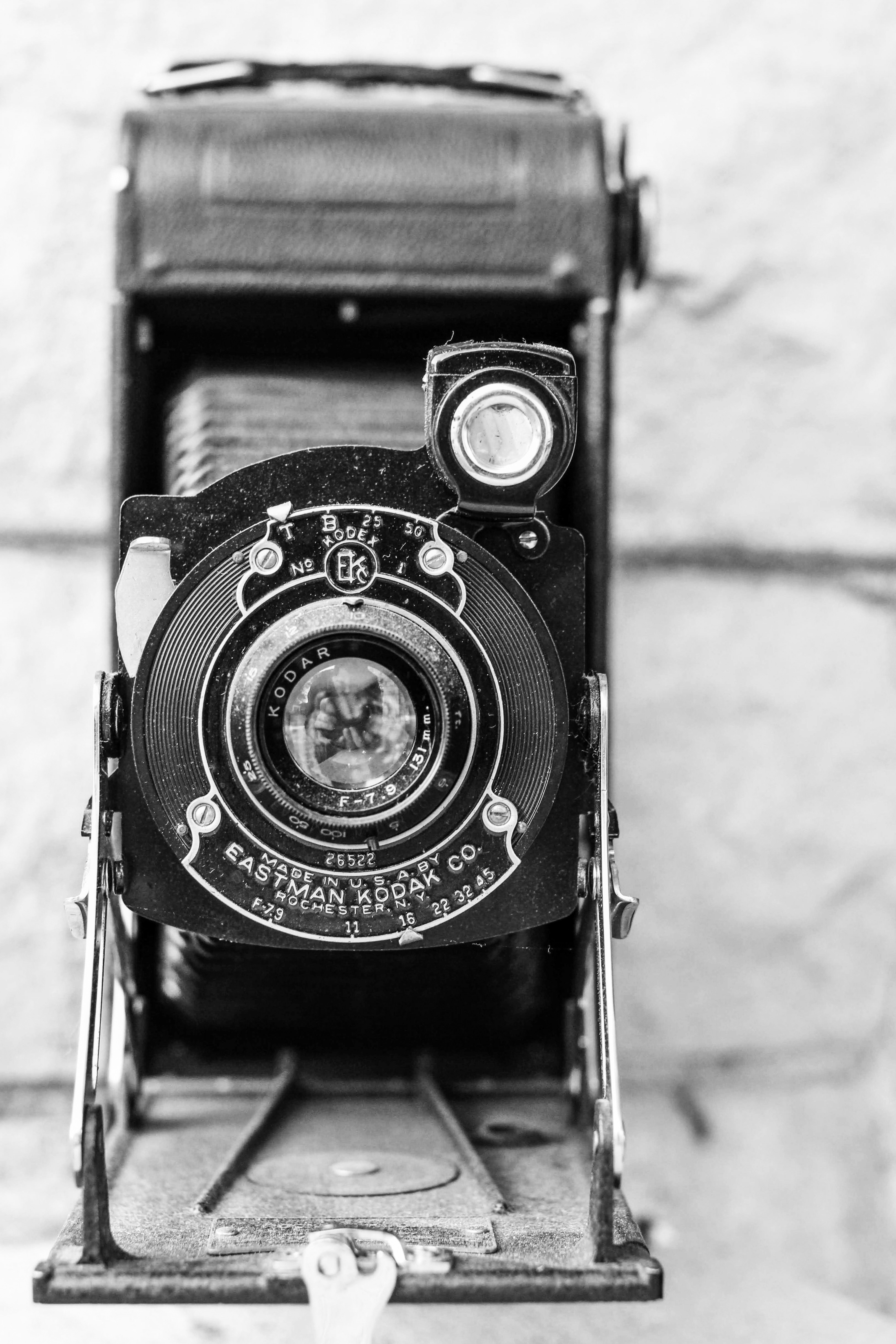
Harman 흑백 카메라가 참조한 kodak의 흑백 카메라

하만 흑백 카메라(HARMAN BLACK & WHITE)는 미국의 음향전문 기업 하만 인터내셔널(Harman International)이 생산하는 흑백 필름 카메라 시리즈이다. 유명한 필름 제조사인 일포톤(일회용) 카메라 브랜드인 '코다크(Kodak)'와 협업하여, 흑백 필름을 사용하는 일회용 카메라를 출시했다. 
이 카메라 시리즈는 전문가나 애호가들이 사용하는 고급 카메라로, 높은 해상도와 선명도를 제공하며, 전통적인 필름 카메라의 느낌을 살려서 인기가 있습니다.

### 대표 시리즈

#### M시리즈
M 시리즈 카메라는 레인지파인더(Rangefinder) 타입으로, 렌즈와 필름을 수동으로 조작하여 촬영할 수 있다. 레인지파인더 방식이란 카메라에서 일반적으로 사용되는 뷰파인더(Viewfinder)의 한 종류로서, 렌즈에서 들어오는 이미지와 별도의 적외선 비선형 반사(Parallax) 방식으로 겹쳐서 보여주는 시스템을 사용하는, 즉 더욱 정확하게 초점을 맞출 수 있도록 도와주는 방식이다. M2, M3, M6 등의 M시리즈 카메라는 레인지파인더를 사용하는 전문가용 필름 카메라로, 이를 통해 높은 해상도와 선명도를 제공한다. 렌즈와 필름 조작이 수동으로 이루어지기 때문에, 촬영에 대한 직접적인 제어력이 높아졌다. 이러한 특징은 전문가나 애호가들이 선호하는 카메라로 자리 잡을 수 있도록 도와주었다.

##### T시리즈
T 시리즈 카메라는 컴팩트(Compact) 타입으로, 자동 초점 및 조리개 설정 등의 기능이 내장되어 있다. 컴팩트 타입이란 카메라의 소형 디자인으로, 가방이나 주머니에 쉽게 넣어서 휴대할 수 있는 타입의 카메라를 말한다. 이러한 카메라는 주로 초보자나 일반적인 사용자들이 많이 이용하는 것으로, 사용이 간편하고 가볍기 때문에 일상적인 촬영에 적합하다. 팩트 카메라의 특징 중 하나는, 자동 초점 및 조리개 설정 등의 간편한 기능이 내장되어 있다는 것이다. 이러한 기능은 사용자의 조작 없이도 적절한 초점과 조리개를 설정하여 촬영할 수 있도록 도와준다. 또한 대부분의 컴팩트 카메라는 디지털 방식으로 사진을 저장하기 때문에, 촬영한 사진을 즉시 확인할 수 있으며 필름을 사용하지 않아도 되는 등의 장점이 있다. T1, T2, T3 등의 T시리즈 카메라는 하만의 흑백 필름 카메라 시리즈 중에서도 컴팩트 카메라로, 자동 초점 및 조리개 설정 등의 기능이 내장되어 있다. 이는 사용이 간편하면서도 흑백 필름 카메라만의 독특한 분위기를 살릴 수 있도록 도와준다.

#### 필름카메라로서의 특징
하만 흑백 카메라는 전통적인 필름 카메라의 느낌을 살려서, 디지털 카메라와는 다른 느낌의 사진을 촬영할 수 있다. 필름이 미리 내장되어 있으며, 사용이 끝나면 전체 카메라를 버리는 일회용 제품이다. 또한, 흑백 필름이 사용되어 정교한 필름 선택과 노출 조절을 할 필요가 없으므로 쉽고 간편하게 사용할 수 있다. 또한 필름의 특성상 디지털 카메라로는 표현하기 어려운 다양한 색감과 텍스쳐를 담아낼 수 있다. 노출 조절이나 초점 조절과 같은 기능을 제공하지 않지만, 그 대신 흑백 필름이 제공하는 독특한 분위기를 살릴 수 있다. 또한, 하만의 흑백 필름은 탁월한 이미지 품질과 넓은 역광 범위를 제공하여, 어두운 실내나 실외에서도 선명하고 뚜렷한 사진을 촬영할 수 있다. 그러나 필름을 사용하기 때문에 촬영 후에 필름을 현상해야 하며, 이 과정에서 추가적인 비용이 발생할 수 있다.